# Xã Burt, Quận Kossuth, Iowa
Xã Burt (tiếng Anh: Burt Township) là một xã thuộc quận Kossuth, tiểu bang Iowa, Hoa Kỳ. Năm 2010, dân số của xã này là 779 người.